# 타이베이 트윈 타워
타이베이 트윈 타워(중국어: 臺北雙子星, 영어: Taipei Twin Towers)는 타이완 타이베이시에 제안된 마천루이다. 공사기간은 6년 9개월인데 만약 2027년 12월 31일 완공된다라고 가정하면 늦어도 2021년 3월 31일에는 착공했어야 하지만 현재까지 아무런 정보도 없는 상태이다. 2022년 11월 11일에 드디어 착공하였다.

## 같이 보기
- 대만의 마천루 목록
- 타이베이 101
- 신광 인수보험 마천대루